# Hippolyte Mège-Mouriès
Pour les articles homonymes, voir Mège.
Hippolyte Mège-Mouriès, né le 24 octobre 1817 à Draguignan et mort le 31 mai 1880 à Neuilly-sur-Seine, est un chimiste et pharmacien français. Il est l'inventeur de la margarine.

## Biographie
Fils d'un instituteur, Mège-Mouriès commence sa carrière de chimiste comme assistant dans sa ville natale, à l'âge de 16 ans. Puis, après des études à Aix-en-Provence, il part à Paris, où, après un examen qu'il passe le 1er avril 1838, il devient pharmacien à l'Hôtel-Dieu de Paris, position qu'il aura jusqu'en 1846. Il y fait des  recherches en chimie appliquée.
Sa première invention est un traitement contre la syphilis. La copahine, un remède courant à l'époque, ne pouvant pas être pris oralement par certains patients, il traite le principe par l'acide nitrique, ce qui en élimine les effets secondaires. Il reçoit un prix pour cette réalisation.
Puis, en 1850, alors que d'autres inventeurs nommés Mège se font connaître, il ajoute le nom Mouriès de sa mère, et il signe alors Mège-Mouriès, sauf dans les documents officiels. Notamment il prend des brevets de tablettes effervescentes, procédés de fabrication du papier, production du sucre, utilisation du jaune d'œuf pour le tannage du cuir.
À la fin des années 1840, Mège quitte la pharmacie pour la chimie. En 1852, il commence à s'intéresser à l'alimentation. De données d'analyse, il déduit que certaines espèces animales ont plus de phosphate de calcium que d'autres dans le sang. Mège commercialise alors un produit à base de phosphate de calcium et de protéines. Il envoie un mémoire à l'Académie des sciences, qui lui décerne un prix d'encouragement de 500 francs.
De 1854 à 1860, Mège s'intéresse à la panification. Il fait des conférences sur ses travaux, et reçoit deux médailles d'or. Napoléon III le fait, sur la recommandation du chimiste Michel-Eugène Chevreul, chevalier dans l'Ordre de la Légion d'honneur, pour avoir amélioré le rendement du pain de l’armée française.
En 1861, Mège se marie, mais sa femme meurt en 1865. C'est vers cette période qu'il étudie la chimie des corps gras, travaillant à la ferme impériale de la Faisanderie à Vincennes, propriété personnelle de Napoléon III. Il observe que les vaches affamées, alors qu'elles maigrissent et produisent moins de lait, continuent de produire de la matière grasse dans le lait. Il se lance alors dans un programme de confection de substitut de beurre, ses recherches aboutissent, en 1869, avec le dépôt d'un brevet portant sur ce que Mège nomme la margarine, d'après le nom « acide margarique » donné par Chevreul à un acide gras, du grec margaron. À partir de suif de bœuf clarifié, de mamelle de vache, de bicarbonate de sodium, aromatisé d'un peu de lait et de colorant jaune, il produit un substitut bon marché du beurre. Cette invention lui vaut un prix national.
La survenue de la guerre franco-allemande de 1870 l’empêchera de profiter de son invention. Obligé de céder son brevet, il le revend, en 1871, à l'entrepreneur néerlandais Antoon Jurgens, dont l'entreprise Margarine Unie deviendra ensuite Unilever. Le brevet est enregistré en Angleterre, puis aux États-Unis, en 1873, où la U. S. Dairy Company de New York se lance dans la production de margarine.
En 1875, il obtient un brevet pour des conserves de bœuf, et, en 1880, un brevet sur l'utilisation du sel de mer en nutrition humaine.
À sa mort, dans le dénuement, il est inhumé, dans l’indifférence générale:104, auprès de son épouse et de son fils au cimetière du Père-Lachaise.

## Hommages posthumes
Un boulevard et une traverse de Draguignan rappellent son nom, ainsi qu'une rue de la zone industrielle de Rambouillet.